# Карта Фра Мауро
Карта Фра Ма́уро — круглая карта мира 1459 года (диаметром около 2 метров) венецианского монаха Фра Мауро с острова Мурано и картографа Андреа Бьянко. Шедевр был изготовлен по заказу будущего португальского короля Аффонсу V, который высоко оценил мастерство и предоставил сенату Серениссимы сведения о португальских открытиях у берегов Африки, а также информацию о внутренних районах Западной Африки.
Эта карта была вскоре утеряна, и Андреа Бьянко изготовил с эскизов её копию, хранящуюся в Библиотеке Марчиана в Венеции и в Ватикане. В приходно-расходном регистре монастыря св. Михаила имеется запись от 10 марта 1459 г. о некой сумме (итал. premio), которая причиталась Андреа Бьянко за изготовление карты мира (итал. per suo premio del lavorier lui fece al dicto mapa mundi).

## Описание
| Сборный лист Карты Фра Мауро                                                         | Сборный лист Карты Фра Мауро | Сборный лист Карты Фра Мауро | Сборный лист Карты Фра Мауро | Сборный лист Карты Фра Мауро | Сборный лист Карты Фра Мауро | Сборный лист Карты Фра Мауро | Сборный лист Карты Фра Мауро | Сборный лист Карты Фра Мауро | Сборный лист Карты Фра Мауро | Сборный лист Карты Фра Мауро | Сборный лист Карты Фра Мауро | Сборный лист Карты Фра Мауро |
| ------------------------------------------------------------------------------------ | ---------------------------- | ---------------------------- | ---------------------------- | ---------------------------- | ---------------------------- | ---------------------------- | ---------------------------- | ---------------------------- | ---------------------------- | ---------------------------- | ---------------------------- | ---------------------------- |
| (при нажатии на необходимый лист будет осуществлён переход на соответствующую карту) |                              |                              |                              |                              |                              |                              |                              |                              |                              |                              |                              |                              |

Климатические пояса переданы всеми перечисленными типами изображения гор, при этом отсутствие зелёного цвета (горы коричневые) говорит об их труднопроходимости. Границами различных земель и народов у Фра Мауро служат своеобразные «лесополосы», про которые автор говорит: «Обратите внимание, что по всей карте имеются зелёные значки и изображены группы деревьев, цель их — обозначать границы различных провинций»
Легенда карты 1459 года Фра Мауро про южнорусские степи гласит:

Заметьте, что Кумания когда-то была очень большой провинцией и на большое расстояние простиралась внутри своих границ. Но сейчас эти земли пустынны и не представляют большого интереса. Населения здесь не больше, чем в Венгрии.
Оригинальный текст (итал.)Nota che la chumania soleva esser grandissima provincia e dilatava molto i suo confini, ma hora sono sì consumpti che de lor non se ne fa tropo conto, de questi populi ne sono molti per l’ongaria
— Карта Фра Мауро, лист XXXIV
Легенда карты о столице Византийской империи:

Благороднейший город Константинополь, один из древнейших на этой карте, получив свое название от Константина, стал столицей империи Ромеев.

На карте присутствует страна Амазония, которую средневековые картографы помещали на Средней Волге, примерно там, где в настоящее время в Волгу впадает Свияга.

### Россия

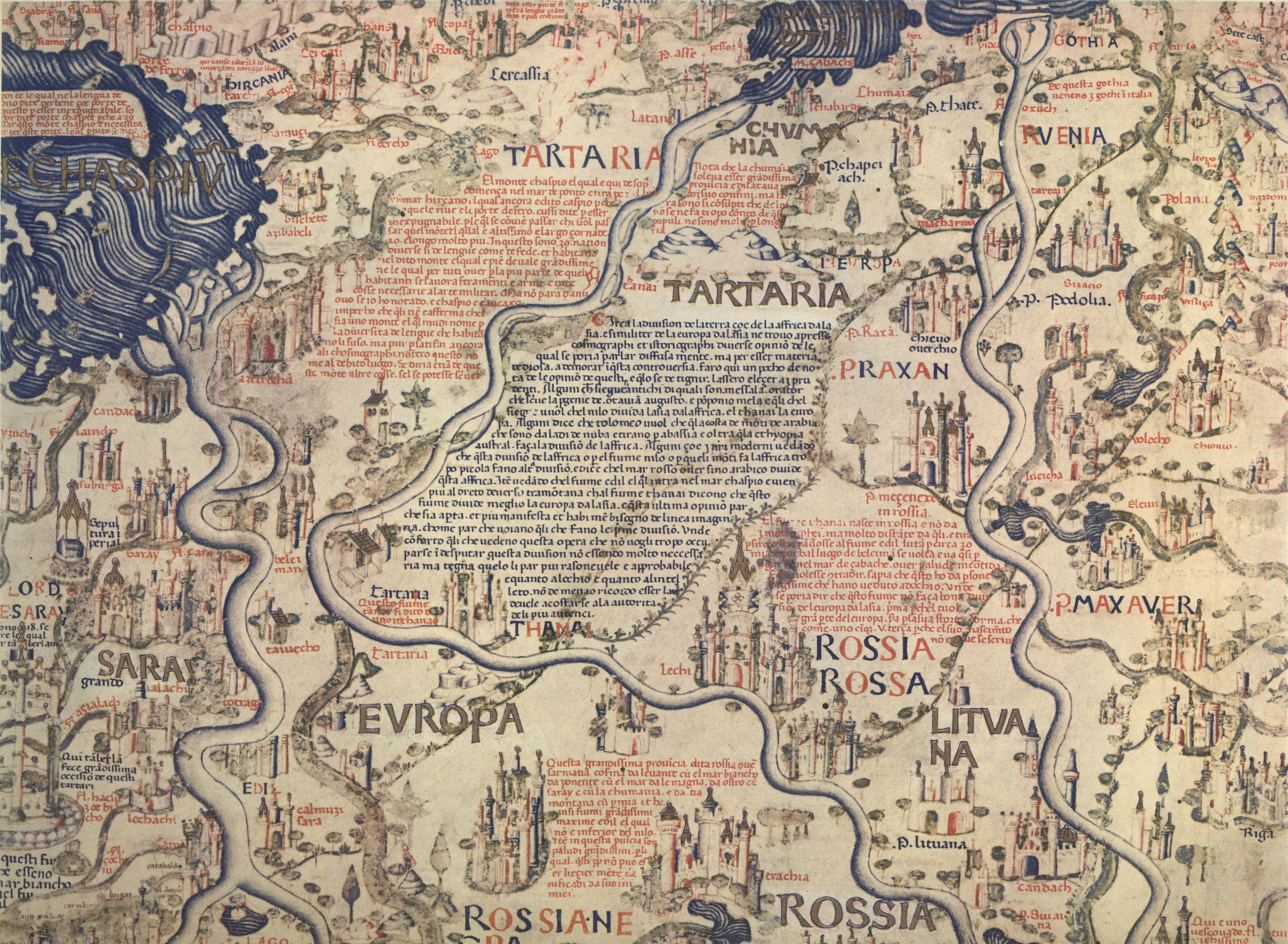
Фрагмент карты с топонимами Rossia

Русские земли на карте разделены на пять регионов:
- «Россия Росса» (Красная Россия, итал. Rossia Rossa) — южная и юго-западная Россия;
- «Россия», «Европа» (итал. Evropa Rossia) — северо-западные земли;
- «Россия Сарматия или Россия в Европе» (итал. Sarmatia over Rossia in Evropa) — северные земли;
- «Россия Бьянка, Сарматия или Россия в Азии» (Белая Россия, итал. Rossia Biancha, Sarmatia over Rossia in Asia, Великая Россия) — восточная;
- «Россия Негра» (Чёрная Россия, итал. Rossia Negra) центральная и северо-восточная Русь.

Сам составитель карты — Фра Мауро — в легенде, помещённой под титулом «Россия Белая», даёт следующий комментарий по поводу цветовых определений различных Россий:

Данное разделение [страны] на Россию Белую, Чёрную и Красную не имеет другого объяснения как того, что эти части России именуются следующим образом. Россия Белая получила свое название от [близлежащего] Белого моря, другая же часть — Россия Чёрная называется так от Чёрной реки, а Россия Красная именуется так по названию Красной реки. Татары же называют белое море «Актениз», чёрную реку «Карасу», а реку красную именуют «Козусу».
Оригинальный текст (итал.)Questa distincion che fi fata de rossia biancha, negra e rossa non ha altra cason cha questa, çoè quela parte de rossia che è de qua dal mar biancho se chiama biancha, quela ch'è de là dal fiume negro se chiama negra e quela ch'è de là dal fiume rosso se chiama rossa. E tartari chiamano mar biancho hactenis, flumen negro carasu, flumen rosso cozusu
— Карта Фра Мауро, лист XXXIX
Пространная легенда, помещённая в регионе Россия Негра, правее названия «Европа», указывает на то, что именно эта область является ядром русских земель:

Эта огромнейшая область, именуемая Россией или Сарматией, имеющая границу на востоке по Белому морю, на западе граничит с Немецким морем, на юге простирается до города Сарая и Кумании, а на севере до области Пермия. По ней протекают реки, отличающиеся огромной величиной, крупнейшая из которых Эдиль, которая по своей величине не уступает Нилу. Также в этой земле есть величайшие болота, на которых люди не в состоянии находиться вследствие болезненного там климата.
Оригинальный текст (итал.)Questa grandissima provincia dita rossia over sarmatia confina da levante cum el mar biancho, da ponente cum el mar d’alemagna, da ostro cum saray e cum la chumania, e da tramontana cum permia et ha in sì fiumi grandissimi maxime edil, el qual non è inferior del nilo. Item in questa provincia son paludi grandissimi per li qual questi populi non può esser lieçiermente danificadi da suo inimici
— Карта Фра Мауро, лист XXXIV
Западнее области Тангут расположено Белое море (возможно, озеро Байкал), близ которого присутствует комментарий: «Это море тартары именуют „Актенис“, что означает „Белое море“, зимой оно всё покрывается льдом». На западном берегу сибирского Белого моря присутствует легенда, в которой говорится, что здесь проходит восточная граница России: «Здесь берёт своё начало Великая Россия и простирается она до Скандинавии».

### Особенности
До появления карты Фра Мауро на европейских картах не было дорог. У Фра Мауро дороги проложены и соединяют регионы и города России, что является ещё одним аргументом в пользу того, что он черпал сведения о Московии у путешественников, там побывавших.
Отставание графической ситуации от реальной политической, социально-экономической и пр. ситуации на западноевропейских картах в отношении регионов Восточной Европы оценивается, как правило, в 30—50 лет. Данная карта мира представляет ситуацию как минимум не ранее 1405 года.

## Память

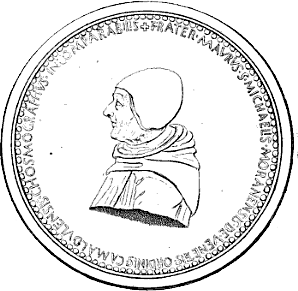
«Фра Мауро, несравненный космограф» — надпись на медали, выбитой вскоре после его смерти

- Медаль, которую постановила отчеканить в честь картографа Венецианская республика по случаю окончания работы над знаменитой картой. Надпись на аверсе гласит: «Фра Мауро, несравненный космограф»[2] (лат. Frater Maurus S. Michaelis Moranensis de Venetiis ordinis Camaldulensis chosmographus incomparabilis).